# Maestro dei Cartellini
Il cosiddetto Maestro dei Cartellini (fl. XV secolo) è stato un pittore anonimo italiano, attivo nella seconda metà del Quattrocento nella zona di Bergamo.

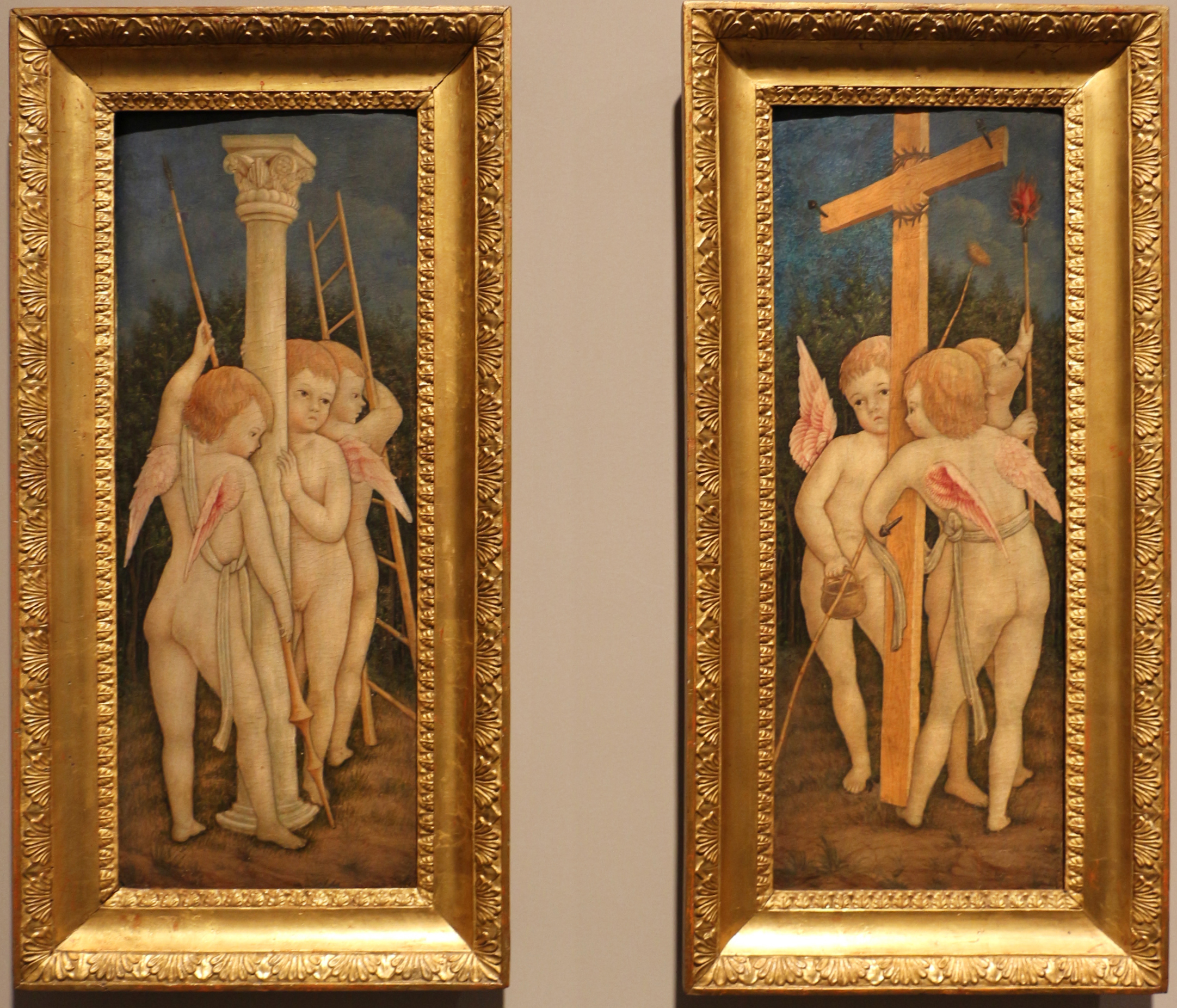
Maestro dei Cartellini, Angeli con gli strumenti della Passione, 1445-55 ca., Accademia Carrara, Bergamo

La sua personalità venne ricostruita nel 1958 da Francesco Rossi a partire da un polittico smembrato (1445-1455 circa) diviso tra l'Accademia Carrara di Bergamo, la Collezione Cini a Venezia, la Pinacoteca Malaspina a Pavia e la Fondazione Longhi a Firenze.
Si tratta di un maestro di formazione veneto-lombarda (Bergamo era all'epoca territorio della Serenissima), che doveva conoscere approfonditamente anche le opere milanesi di Bonifacio Bembo e di Vincenzo Foppa.